# 일격필살
《일격필살》(一擊必殺; 영어: One Blow to Kill)은 한국에서 제작된 박호태 감독의 1977년 영화이다. 안태섭 등이 주연으로 출연하였고 이우석 등이 제작에 참여하였다.

## 출연
- 안태섭
- 한유정
- 최병철
- 김남일
- 민선호
- 장일식
- 박동룡
- 남수정
- 조춘
- 남대영
- 김왕국
- 심상현
- 김기범
- 임해림
- 김우석
- 문미봉
- 남성국
- 김홍량
- 마도식
- 최형근
- 정미경
- 추봉
- 채훈
- 태일
- 라갑성
- 김경란
- 정영국
- 박일

### 특별출연
- 이순훙
- 최광진
- 고태정
- 소유태
- 허진

## 제작진
- 국기원 추천작품
- 기획: 김병하
- 각본: 박철민
- 촬영: 김남진
- 조명: 김윤덕
- 미술: 이명수
- 소품: 박태식
- 스칠: 서흥익
- 특수효과: 이문걸
- 분장: 채훈
- 편집: 김희수
- 음악: 전정근
- 녹음: 한양스튜디오 〈기사: 김병수〉
- 효과: 손효신
- 제작본부장: 김수남
- 제작부장: 황용갑, 이승재
- 무술지도: 민선호
- 촬영보: 김안홍, 강창규, 김연태
- 조명보: 강상용, 박철우, 김병권
- 조감독: 이호영, 하주택
- 기록: 안태호
- 제작: 이우석
- 감독: 박호태